# 鬼斬
《鬼斬》是CyberStep製作的一款大型多人在線角色扮演遊戲。2016年1月正式發表動畫化，4月播出。

## 故事簡介
將日本的歷史、神話、民間故事、童話結合在了一起的異界日本為舞台，謎樣怪物「噬神者」突然出現，神與人組起共同戰線，與其對抗了百年之久。最後靠着太陽神・天照大御神架設起的三大結界，總算結束這場長久的鬥爭。
轉眼時光流逝，來到幻曆十三年。此時的日本三大結界其一不知被誰所毀。世態又逐漸開始動盪不安。故事的開端是佇立於西海上的鬼之島，伴隨着復活的噬神者與襲擊，一名鬼的後裔與少女相遇，讓歷史的齒輪開始轉動，異世界的惡魔，並且背後還有虎視眈眈的迷之集團，他和同伴將一同戰鬥的故事。

## 登場角色
主角
現存極少數擁有戰鬥能力的鬼族，戰鬥能力不凡，由於安定時代的來臨，他是僅剩一位還有在鍛鍊的鬼族。
體內擁有強大的力量，被御一行以及所見之神明稱之為「常夜之鬼」，天照也可以感受到他身上的力量，但無論是他自己還是夥伴們都無法言喻。
隨著故事發展抽絲剝繭，關於他本身的謎團也越來越多，似乎許多的神明都知道他，關鍵的本人卻理不清頭緒。
據所述，過去的「常夜之鬼」會在「常世」的力量溢出時進行「大禍祓」，即便到今天也是如此，由於某些原因，他失去過往的力量，每次的大禍祓都會耗費氣力，這也直接導致無法壓制的大禍以「石像鬼」等不同的姿態出現於現世。
稱主角為「主人」，負責管理星霜之霞間，幫助主人在各城市間迅速往返，同時監視著「常世」之門、協助他進行「大禍祓」
自主角失去過往力量以後，對於自己的無力感到自責。
靜御前（聲：、鈴木愛奈（百鬼夜行、電視動畫））
將軍家的公主大人，從小開始為了培養成一位合格的公主受到嚴格教育。個性善良，也因此在某些地方十分頑固。
義經（聲：伊藤繪美、松井惠理子（百鬼夜行、電視動畫））
神樂幕府的守護者，任務是負責討伐妖怪的女武將，非常寵靜御前。為了尋找離家出走的靜御前，連自己省吃儉用存下來的薪水也毫不吝嗇的拼命使用。
彌勒（聲：桑原基）
在世界各地旅行的商人，擁有優秀的談話能力，即使到陌生的地方也可以迅速的打成一片，也因此有非常廣大的人脈。
以未見過噬神者為由，加入討罰噬神者的冒險，實際上是收集噬神者的汙穢轉賣給特殊顧客以此從中得利。
有一把護身用的長槍，並自稱體力跟戰鬥能力不佳，但是有各式各樣的商路，能協助冒險跟販賣物資。
茨木童子（聲：本田愛美、三森鈴子（百鬼夜行、電視動畫））
經營移動式居酒屋的鬼族，因為頭上的角常被人認為是貓，但實際上是鬼族的角。喜歡喝酒。
桃太郎（聲：大塚智則）
原本是一位因斬鬼而聞名的英雄，但不知道何時變成了不問黑白是非斬鬼的修羅，與鬼主角在櫻島戰鬥敗北後加入，並表示總有一天要戰勝鬼主角。
雖然很好戰，但其實性格意外的很單純，嗅覺靈敏。喜歡昆蟲，不過討厭貓。
輝夜（聲：野田步美、橘田泉（電視動畫））
實際上是月球的公主——赫映姬，被放逐後來到邪馬台國，被女王卑彌呼與其弟弟那志芽收養，形同家人一般，在這期間學習了製作勾玉的技術。戴著眼罩，充滿了神祕感的女子。
天照（聲：石原舞、原奈津子（電視動畫））
真身為天照大御神，因為瘴氣的影響而變成了少女的模樣，力量幾乎已經消失，但辦起正事會變得很嚴肅，生氣的時候很可怕。稱呼主角為「哥哥」，女角則稱為「姐姐」。
須佐之男（聲：西原翔吾）
天照大御神的弟弟，受到瘴氣的影響失去了原本得力量。體內似乎有魔物寄宿，但受到鬼主角的氣鎮壓，於是決定跟著主角一行人。肩膀上的菊花不是裝飾，拔掉還是會長回來。個性高傲、冷靜，常在天高原惹出不少麻煩，所以常被天照罵，據說他本人永遠忘不了把事情鬧大時，姐姐那時發飆的表情。
櫻（聲：三森鈴子）
動畫中的女玩家。在「鬼之島」生活的鬼之後裔。
仁（聲：無）
動畫中的男玩家。在「鬼之島」生活的鬼之後裔。
宮本武藏（聲：牧野紗耶香）
為了找到夢幻之山裡的刀而來到鬼之島，年紀不明的少女，與主角因此在鬼之島邂逅。
猿飛佐助（聲：向尾友梨奈）
平賀源内（聲：神梛芽衣）
於京協助修理弁慶的一位天才發明家，日後協助破解江戶的機關。
卑彌呼（聲：比良聰美）
原本是被遭到「眼球怪」的噬神者作為祭品所吞噬掉的食物，但奇蹟似的沒有死亡。
女武神（聲：松井惠理子）

## 電視動畫

### 製作人員
- 原作：CyberStep
- 監督、分鏡：山本天志
- 系列構成：鴻野貴光
- 角色設計、總作畫監督：伊部由起子
- 道具設計：阿萬和俊
- 動畫製作：Pierrot PLUS

### 主題曲
片頭曲「公主猶如亂氣流☆諸位來賓（姫は乱気流☆御一行様）」
作詞：藤林聖子，作曲、編曲：野崎心平，主唱：STARMARIE
鬼神降臨曲「鬼神降臨-祈りの詩」

### 各話列表
| 話數     | 日文標題 | 中文標題 | 劇本     | 分鏡     | 演出     | 作畫監督                 |
| -------- | -------- | -------- | -------- | -------- | -------- | ------------------------ |
| 第一話   |          | 鬼斬開幕 | 鴻野貴光 | 山本天志 | 山本天志 | 大竹紀子、富山大輔       |
| 第二話   |          | 魍魉跋扈 | 鴻野貴光 | 山本天志 | 山本天志 | 内原茂                   |
| 第三話   |          | 博多起火 | 岡篤志   | 山本天志 | 村上貴之 | 村田俊治                 |
| 第四話   |          | 暗中謀亂 | 青島崇   | 山本天志 | 山本天志 | 伊部由起子               |
| 第五話   |          | 比翼連理 | 鴻野貴光 | 山本天志 | 山本天志 | Kim Yoo Mi、Shin Hey Ran |
| 第六話   |          | 頭等大獎 | 青島崇   | 山本天志 | 山本天志 | Lee Jong Kyung           |
| 第七話   |          | 醉生夢死 | 鴻野貴光 | 山本天志 | 村上貴之 | 村田俊治、伊部由起子     |
| 第八話   |          | 泡沫之夢 | 岡篤志   | 山本天志 | 山本天志 | 伊部由起子、山本天志     |
| 第九話   |          | 愛別離苦 | 青島崇   | 山本天志 | 山本天志 | 大竹紀子                 |
| 第十話   |          | 夢幻泡影 | 青島崇   | 新田靖成 | 山本天志 | Lee Jong Kyung           |
| 第十一話 |          | 龍爭虎鬥 | 青島崇   | 山本天志 | 村上貴之 | 藤崎真吾                 |
| 第十二話 |          | 氣焰萬丈 | 岡篤志   | 山本天志 | 不適用   | 船道愛子                 |
| 第十三話 |          | 鬼斬閉幕 | 鴻野貴光 | 山本天志 | 山本天志 | 伊部由起子               |

## 外部連結
- MMORPG「鬼斬」官方網站 （页面存档备份，存于）（日語）
  - PlayStation®4「鬼斬」 （页面存档备份，存于）（日語）
  - XBOX ONE「鬼斬」 （页面存档备份，存于）（日語）
- MMORPG「鬼斬」官方網站 （页面存档备份，存于）（中文）
- 線上動作遊戲「鬼斬 百鬼夜行」 （页面存档备份，存于）（日語）
- 智能手機應用程式「鬼斬mobile」 （页面存档备份，存于）（日語）
- 動畫「鬼斬」官方網站 （页面存档备份，存于）（日語）
- 電視動畫「鬼斬」官方的X（前Twitter）（日語）
- Comic Dangan（日語）